# Gustaf Krafft

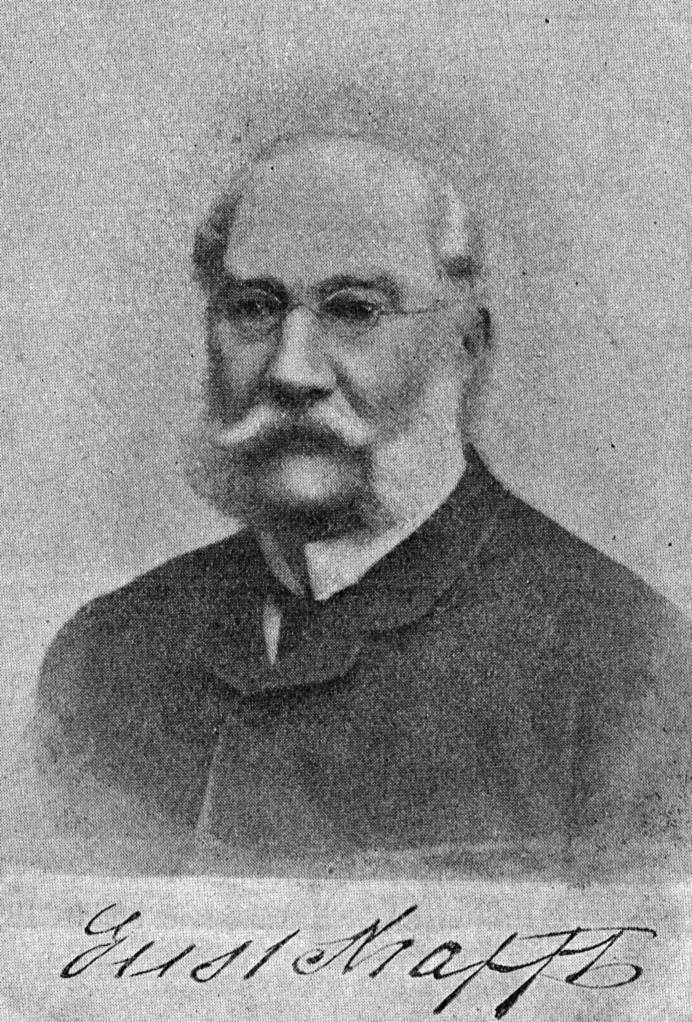
Gustaf Krafft

Gustaf Friedrich Krafft, född den 23 mars 1806 i Prag i nuvarande Tjeckien, död den 2 april 1902 i Göteborg, var en svensk grosshandlare verksam i Göteborg.

## Biografi
Gustaf Krafft tillhörde en släkt som härstammade från Hessen och kom vid 21 års ålder till Göteborg från Frankfurt am Main, där familjen då bodde.
Krafft startade 1833 grosshandels- och agenturfirman Gust. Krafft och var verksam som agent för utländska handelshus, vars varor han distribuerade i Sverige, och försäkringsbolag. Han åtog sig även olika kommunala uppdrag.
Han gifte sig 1840 med Catarina Elisabeth Prytz och de fick två söner: Gustaf (1842–1935), som från 1871 ingick i faderns firma och från 1892 övertog den helt samt Hugo, som blev handlande i Hamburg.